# أوسكار أندريس موراليس
أوسكار أندريس موراليس (بالإسبانية: Oscar Andrés Morales)‏ (12 مايو 1986 في هندوراس - ) هو مدرب كرة قدم ولاعب كرة قدم هندوراسي في مركز الدفاع، شارك في الألعاب الأولمبية الصيفية 2008. وشارك مع منتخب هندوراس تحت 23 سنة لكرة القدم. أما مع النوادي، فقد لعب مع ريال إسبانيا ونادي بلاتنسي وJuticalpa F.C. ‏ ونادي بيدا وAtlético Olanchano ‏.

## وصلات خارجية
- أوسكار أندريس موراليس على موقع الاتحاد الدولي (مؤرشف)  (الإنجليزية)
- أوسكار أندريس موراليس على موقع قاعدة بيانات كرة القدم.إي يو (الإنجليزية)
- أوسكار أندريس موراليس على موقع أوليمبيديا (الإنجليزية)